# 箕城駅
箕城駅（キソンえき）は、大韓民国慶尚北道蔚珍郡に位置する韓国鉄道公社東海線の駅。韓国最東端の駅となっている。

## 駅構造
- 1面3線の高架駅である。

## 歴史
- 2025年1月1日：開業。

## 隣の駅
韓国鉄道公社
東海線
平海駅 - 箕城駅 - 梅花駅